# Museo Entomológico Francisco Luis Gallego
El Museo Entomológico Francisco Luis Gallego es un museo de historia natural especializado en entomología. Ubicado en la ciudad colombiana de Medellín, este museo es una entidad científica y cultural sin ánimo de lucro. En sus colecciones se conservan más de 200.000 especímenes de insectos, repartidos en cinco colecciones: taxonómica central, económica central, taxonómica didáctica, económica didáctica y formas inmaduras. También posee una sección de bibliografía con 3.000 publicaciones, entre monografías, índices, catálogos y listados de insectos de varias partes del mundo.
El Museo fue creado en 1937 por el profesor Francisco Luis Gallego Montaño, considerado como uno de los padres de la entomología colombiana, y pertenece a la Facultad de Ciencias de la Universidad Nacional de Colombia (sede Medellín), sirviendo de apoyo académico y facilitando a la comunidad entomológica y al público en general el libre acceso al mundo de los insectos.

## Colecciones
Colección Taxonómica Central (CTC): Esta colección la comprende 72 armarios entomológicos tipo Cornell, cada uno con 12 cajas. Contiene la colección más antigua y la más importante desde el punto de vista taxonómico. Casi en un 100% está compuesta por especies colombianas. Su organización es taxonómica y su ordenación filogenética. Se comienza con algunos grupos taxonómicos de artrópodos no insectos, pero cuyo número es ciertamente pequeño, comparado con el de los insectos propiamente dichos.
Los ejemplares están exhibidos de acuerdo con las recomendaciones implantadas por los especialistas para cada grupo en particular.
Colección Económica Central (CEC): Esta colección la comprende ocho armarios entomológicos tipo Cornell de seis cajas cada uno. El enfoque de esta colección es preservar especímenes reportados en cultivos agrícolas de Colombia y otros contextos.
Hasta el día de hoy la Colección contiene el siguiente material:
| 1. Animales domésticos          | 21. Gramíneas - Maíz              |
| 2. Apiarios                     | 22. Gramíneas - Sorgo             |
| 3. Cacaotero                    | 23. Gramíneas - Misceláneas       |
| 4. Cafeto                       | 24. Hortalizas                    |
| 5. Sombrío de cafeto            | 25. Jardines y Ornamentales       |
| 6. Caucho                       | 26. Leguminosas - Fríjol          |
| 7. Cocotero y otras palmas      | 27. Leguminosas - Guandul         |
| 8. Fique o cabuya               | 28. Leguminosas - Soya            |
| 9. Coníferas para reforestación | 29. Leguminosas - Misceláneas     |
| 10. Forestales Misceláneos      | 30. Oleaginosas - Algodonero      |
| 11. Frutales - Aguacate         | 31. Oleaginosas - Sésamo          |
| 12. Frutales - Manzano          | 32. Pastos - Gramíneas            |
| 13. Frutales - Cítricos         | 33. Productos almacenados         |
| 14. Frutales - Musáceas         | 34. Solanáceas - Papa             |
| 15. Frutales - Anonáceas        | 35. Solanáceas - Tabaco           |
| 16. Frutales - Pasifloráceas    | 36. Solanáceas - Tomate de huerta |
| 17. Frutales - Solanáceas       | 37. Yuca                          |
| 18. Frutales - Misceláneos      | 38. Predatores (depredadores)     |
| 19. Gramíneas - Arroz           | 39. Parásitos (parasitoides).     |
| 20. Gramíneas - Caña de azúcar  |                                   |

Colección Taxonómica Didáctica (CTD): Esta colección la comprende quince vitrinas, para exposición de insectos. Estos están organizados taxonómicamente en órdenes y familias, principalmente. Podría considerarse como una Colección de soporte a la docencia en Entomología en general.
Colección Económica Didáctica (CED): Esta colección la comprende 16 vitrinas horizontales para exposición de insectos y algunos otros artrópodos significativos económicamente por su daño o beneficio a los cultivos agrícolas, plantaciones forestales y productos almacenados.
Su enfoque primordial es la de servir de referencia y comparación a los estudiantes de los cursos Entomología Económica y Control de Plagas, para el reconocimiento de las especies que producen el mayor impacto económico, en la agricultura y silvicultura de Colombia. 
Colección de Formas Inmaduras (CFI): El enfoque u objetivo de esta colección es la de servir de complemento o apoyo para las otras colecciones, en el sentido de poder conocer no sólo el estado adulto sino también una o varias de las etapas o estados inmaduros de las diversas especies.

## Servicios
- Asesorías
- Conferencias
- Investigaciones
- Materiales didácticos
- Seminarios
- Visitas guiadas